# Signalet
|  | Denne artikel er oprettet af botten PalnaBot ud fra en ekstern database. Den kan derfor have sproglige fejl eller mangler. Denne skabelon kan fjernes efter kontrol af indholdet. |

Signalet er en kortfilm fra 1966 instrueret af Ole Gammeltoft efter manuskript af Anders Bodelsen, Ole Gammeltoft.

## Handling
En mand flytter ind i en moderne boligkarré. Han bor, går og kommer, er totalt alene med sine banale hverdagsgøremål - hans husfællers eksistens når ham kun som fjerne lyde eller gennem stjålne kik i dørspionen. Men en dag hører han bankesignaler fra lejligheden ved siden af, og han besvarer dem. Men siden syntes han ikke godt, han selv kunne begynde med bankesignalerne igen. Men han tænkte sig, de ville blive gentaget før eller senere, og i så fald ville de kun være en begyndelse.